# 扭曲碘泡虫
扭曲碘泡虫（学名：Myxobolus twistus）为碘泡科碘泡虫属的动物。在中国，分布于辽宁等，营寄生生活，寄生在黄颡鱼的肾。